# Face à face (émission de télévision)
Pour les articles homonymes, voir Face à face.
Face à face est une émission politique mensuelle de la télévision française créée par Jean Farran et Igor Barrère et diffusée sur la première chaîne de l'ORTF du 24 janvier 1966 au 3 octobre 1966 où En direct avec la remplace.